# Phyllopteryx
Phyllopteryx é um gênero de pequenos peixes marinhos, comumente conhecidos como dragões-marinhos, pertence à família Syngnathidae e subfamília Sygnathinae. São encontrados ao longo das costas oeste e sul da Austrália. Dês de 1839, só havia uma espécie que pertencia ao gênero, que era o dragão-marinho-comum (Phyllopteryx taeniolatus). 150 anos depois, um espécime encontrado na costa da Austrália Ocidental em 2007 que media 23,5 cm que acreditava ser Phyllopteryx taeniolatus, na verdade era uma nova espécie, o dragão-marinho-rubi (Phyllopteryx dewysea), indicando que o gênero tinha ganhado uma nova espécie.

### Espécies
- Phyllopteryx taeniolatus (Lacepède, 1804) Dragão-marinho-comum
- Phyllopteryx dewysea Stiller, Wilson, & Rouse, 2015 Dragão-marinho-rubi